# Hans Strøm
Hans Strøm, né le 25 janvier 1726 à Borgund et mort le 1er février 1797 à Eiker, est un homme d’Église luthérienne et un naturaliste norvégien.

## Biographie
Ce professeur de théologie est également l’auteur d’importants travaux sur la faune et la flore de Norvège, en particulier sur les insectes.
Il fait également paraître des travaux en géographie.